# 塔卡黑火山

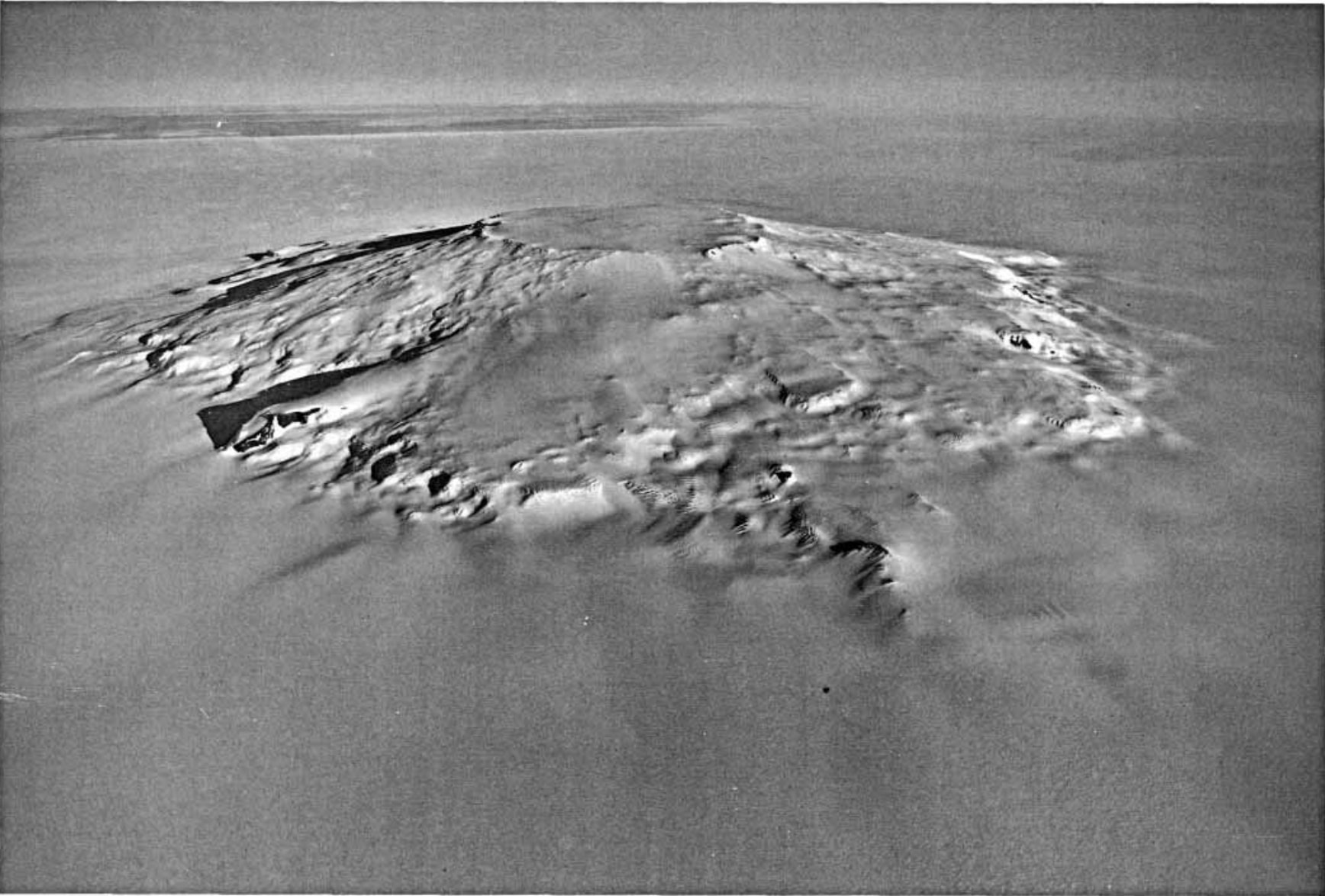

塔卡黑火山（英語：Mount Takahe）是南極洲的火山，位於瑪麗伯德地，距離托尼山64公里，海拔高度3,460米，該火山在1940年2月被美國探險家發現，最近一次火山噴發在公元前5550年發生。
76°18′S 112°06′W / 76.3°S 112.1°W